# Guarainag
Guarainag ist eine Ortschaft und eine Parroquia rural („ländliches Kirchspiel“) im Kanton Paute der ecuadorianischen Provinz Azuay. Die Parroquia besitzt eine Fläche von 35,67 km². Die Einwohnerzahl lag im Jahr 2010 bei 846.

## Lage
Die Parroquia Guarainag liegt in der Cordillera Real im Nordosten der Provinz Azuay. Der Ort Guarainag befindet sich auf einer Höhe von 2560 m, etwa 19 km nordöstlich des Kantonshauptortes Paute oberhalb des linken Ufers des von der Paute-Mazar-Talsperre aufgestauten Río Paute. Im Norden reicht das Verwaltungsgebiet fast bis zur Mündung des Río Dudas. 
Die Parroquia Guarainag grenzt im Osten an die Parroquia Palmas (Kanton Sevilla de Oro), im äußersten Süden an den Kanton Guachapala, im Südwesten an die Parroquia Tomebamba sowie im Nordwesten und im Norden an die Parroquia Taday (Kanton Azogues, Provinz Cañar). 

## Geschichte
Die Parroquia wurde am 4. März 1860 gegründet und in den neu gegründeten Kanton Paute integriert.

## Orte und Siedlungen
Zur Parroquia gehören folgende Comunidades: Las Juntas, Llamacón, Selel, Ucumarina, Bella Union, Rambran und Coyal.